# Hololepta truxillana
Hololepta truxillana är en skalbaggsart som beskrevs av Sylvain Auguste de Marseul 1860. Hololepta truxillana ingår i släktet Hololepta och familjen stumpbaggar. Inga underarter finns listade i Catalogue of Life.